# Świadkowie Jehowy na Filipinach

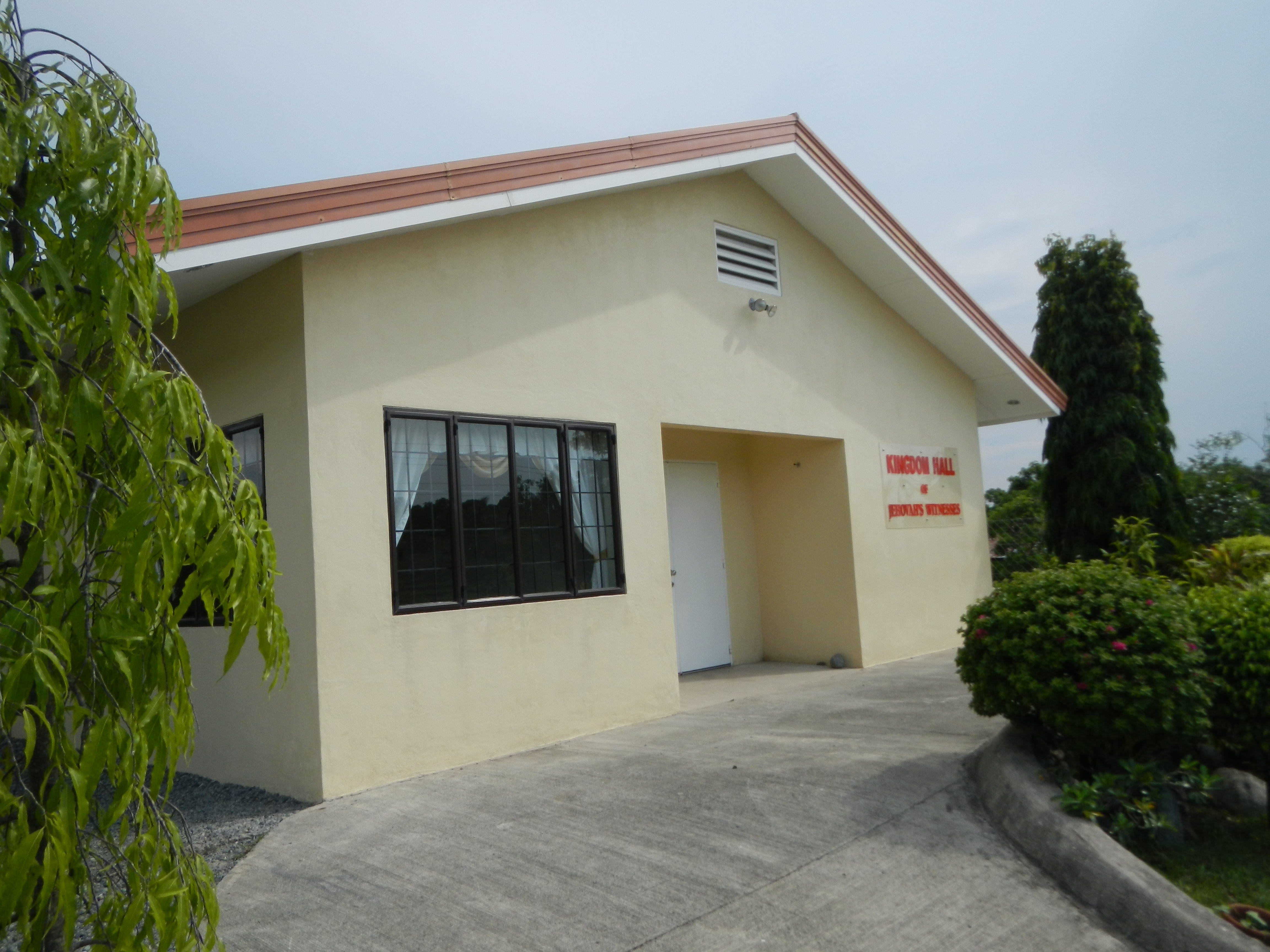
Dwie z Sal Królestwa na Filipinach, w San Jose, Tarlac...

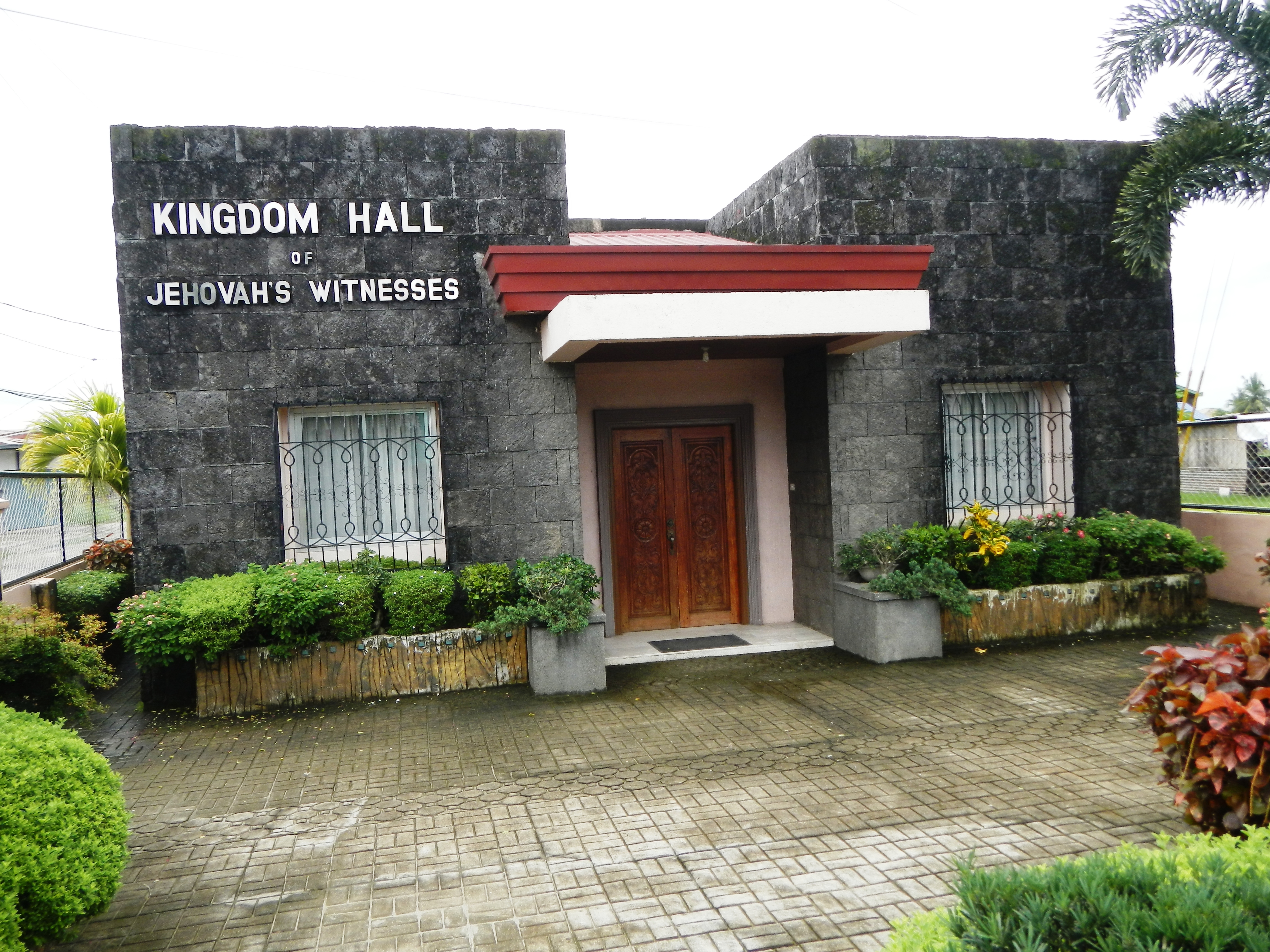
... oraz w Pandi, Bulacan

Świadkowie Jehowy na Filipinach – społeczność wyznaniowa na Filipinach należąca do ogólnoświatowej wspólnoty Świadków Jehowy, licząca w 2023 roku 253 876  głosicieli, należących do 3552 zborów. Na dorocznej uroczystości Wieczerzy Pańskiej w 2023 roku zgromadziło się 665 087 osób. Działalność miejscowych głosicieli koordynuje Biuro Oddziału w Quezon City. Jedna z 27 wspólnot Świadków Jehowy na świecie, których liczebność przekracza 100 tys. głosicieli, i najliczniejsza spośród krajów azjatyckich.

## Historia

### Początki
W 1908 roku dwoje kaznodziejów ze Stanów Zjednoczonych, Louise Bell wraz z mężem, rozpoczęło działalność w mieście Sibalom w prowincji Antique. Pracowali oni jako nauczyciele, a w wolnych chwilach rozpowszechniali zamówione z Biura Głównego Towarzystwa Strażnica w Brooklynie traktaty. 14 stycznia 1912 roku, w trakcie podróży dookoła świata siedmioosobowego komitetu Badaczy Pisma Świętego, Charles Taze Russell wygłosił przemówienie „Gdzie są umarli?” w Grand Opera House w Manili.
W 1920 roku przyjechał kolejny Badacz Pisma Świętego, William Tinney – współwyznawca z Kanady. Założył klasę studiów Biblii. Choć William Tinney ze względu na stan zdrowia miał powrócić do rodzinnego kraju, to jednak zainteresowani sami urządzali zebrania, a literatura docierała do nich pocztą. W 1924 roku utworzono Biuro Oddziału.
W 1933 roku wierzenia Świadków Jehowy były przedstawiane w rozgłośni radiowej KZRM. W tym samym roku z Hawajów przybył Joseph Dos Santos, który prowadził działalność kaznodziejską. 1 czerwca 1934 roku zaczęło funkcjonować utworzone przez niego Biuro Oddziału. W języku tagalskim wydano pierwszą publikację Towarzystwa Strażnica. W 1938 roku, mimo napotykanego sprzeciwu, działało 121 głosicieli. Rok później nagrano na płyty gramofonowe wykłady biblijne w języku tagalskim, które 373 głosicieli przy pomocy przenośnych gramofonów odtwarzało mieszkańcom.
W 1941 roku kolejne publikacje religijne przetłumaczono na cztery główne języki. Zaczęto organizować niewielkie zgromadzenia. Liczba głosicieli przekroczyła ponad 2000 osób, wielu w czasie okupacji japońskiej za zachowanie neutralności zostało osadzonych w obozach.
W 1945 roku w Lingayen w prowincji Pangasinan na zgromadzenie przybyło ponad 4000 osób. Rok później w kraju działalność prowadziło 2600 głosicieli. W dniach od 18 do 20 grudnia 1946 roku w Santa Ana koło Manili zorganizowano kongres pod hasłem „Weselące się narody”. Uczestniczyło w nim ponad 5000 osób.

### Rozwój działalności
14 czerwca 1947 roku przyjechali pierwsi absolwenci Szkoły Gilead: Earl Stewart, Victor White i Lorenzo Alpiche. Czwarty, Nick Skelparick, dołączył do pozostałych jakiś miesiąc później. W tym samym liczba głosicieli przekroczyła ponad 2900 osób. Od 1947 roku zaczęto tłumaczyć „Strażnicę” na język tagalski, w kwietniu 1949 roku na język cebuańskim i pangasinan.
W roku 1950 przybyli kolejni misjonarze, m.in. Brownowie i Willettowie, wysłani do Cebu City, również Andersonowie, których skierowano do Davao, a także Steele’owie, Smithowie, Neal Callaway oraz bracia Hachtel i Bruun.
W 1951 roku otworzono Biuro Oddziału. Prawie 14 tysięcy filipińskich głosicieli odwiedził Nathan H. Knorr i Milton G. Henschel. Rok później grupę 7 głosicieli z Filipin zaproszono do 20 klasy Szkoły Gilead. W 1954 roku przybyli brytyjscy współwyznawcy Denton Hopkinson, Paul Bruun i Raymond Leach, kolejni z grupy 69 wyszkolonych zagranicznych misjonarzy skierowanych na Filipiny.
W roku 1962 działalność kaznodziejską prowadziło 36 829 głosicieli. W 1964 roku filipińscy głosiciele zostali po raz pierwszy zaproszeni do podjęcia służby misjonarskiej w sąsiednich krajach. Do połowy 2002 roku z Filipin do 19 różnych krajów skierowano ich 149.
W 1970 roku na Filipinach było 54 789 głosicieli, w 1975 roku 77 tysięcy, a w 1987 roku 100 tysięcy. 13 kwietnia 1991 roku oddano do użytku nowe obiekty Biura Oddziału. Z wizytą przyjechał przedstawiciel Towarzystwa Strażnica – John E. Barr. Do kraju przybyło 6 misjonarzy. W tym samym 1998 roku otworzono pierwszą na Filipinach Salę Zgromadzeń na 12 tysięcy miejsc.
W 2001 roku rozbudowano Biuro Oddziału. W tym czasie w Komitecie Oddziału usługiwali: Denton Hopkinson, Felix Salango, Felix Fajardo, David Ledbetter i Raymond Leach. 1 listopada 2003 roku zakończyła się kolejna rozbudowa stołecznego Biura Oddziału. Z wizytą przebywał przedstawiciel Towarzystwa Strażnica – Stephen Lett.
20 sierpnia 2002 roku islamiści z Grupy Abu Sajjafa powiązanej z Al-Ka’idą porwali sześciu Świadków Jehowy, a potem zabili dwóch z nich. 17 lipca 2020 trzech sprawców zostało aresztowanych.
W 2007 roku działalność kaznodziejską prowadziło 155 286 głosicieli. W 2009 roku liczba głosicieli przekroczyła 160 tysięcy. Na Wieczerzy Pańskiej zebrało się 523 200 osób. W roku 2012 liczba głosicieli przekroczyła 181 tysięcy osób.
Do 2013 roku prawie 3000 filipińskich głosicieli przeprowadziło się w regiony kraju, gdzie jest ich niewielu. Po tym jak w listopadzie 2001 roku wdrożono program budowy Sal Królestwa, w sierpniu 2013 roku na Filipinach wzniesiono tysięczny taki obiekt. W latach 2001–2015 wzniesiono przeszło 1100 Sal Królestwa. W roku 2015 liczba głosicieli przekroczyła 200 tysięcy. W 2016 roku po wizycie przedstawicieli Świadków Jehowy w Wydziale Edukacji w mieście Dipolog, stolicy prowincji Zamboaga del Norte, przedstawiono 30-minutowe prezentacje wartości edukacyjnej, etycznej i moralnej strony jw.org na trzech seminariach dla nauczycieli miast tej prowincji. Ponieważ cieszyły się one powodzeniem, Wydział Edukacji postanowił o przeprowadzeniu dodatkowych prezentacji dla psychologów szkolnych. Łącznie w prezentacjach tych uczestniczyło ponad 1000 pedagogów. Na uroczystości Wieczerzy Pańskiej w 2019 roku zebrało się 612 911 osób, a w 2021 roku już 739 439 osób.
Od maja do października 2022 roku przybyło ponad 60 000 nowych bezpłatnych kursów biblijnych (w sumie prowadzono ich ponad 210 000), w listopadzie 2022 roku przekroczono liczbę 240 000 głosicieli, a w 2023 roku już 250 tysięcy. 22 styczniu 2023 roku w związku z wizytą przedstawiciela Biura Głównego zorganizowano specjalne zgromadzenie z którego skorzystały w sumie 341 043 osoby. W roku 2024 przekroczono liczbę 260 tysięcy głosicieli. Liczba bezpłatnych kursów biblijnych wzrosła do przeszło 252 tysięcy, a 12 201 zostało ochrzczonych.
Zebrania odbywają się w językach: tagalskim, filipińskim migowym, angielskim, bikol, cebuańskim, chińskim (mandaryńskim, minnańskim), hiligaynon, ibanag, ilokańskim, japońskim, koreańskim, pangasinan, pendżabskim, perskim i warajskim.

#### Akcje pomocy humanitarnej
W 1991 roku skierowano pomoc humanitarną dla współwyznawców poszkodowanych przez wybuch wulkanu Pinatubo. W grudniu 2012 roku skierowano pomoc humanitarną dla współwyznawców poszkodowanych przez tajfun Bofa.
15 października 2013 roku doszło do trzęsienia ziemi o sile 7,2 stopnia w skali Richtera. W jego wyniku straciło życie trzech Świadków Jehowy. W tym samym regionie 8 listopada 2013 roku przeszedł supertajfun Haiyan. Wśród ofiar znalazło się 27 Świadków Jehowy, zniszczonych zostało ponad 100 domów należących do filipińskich Świadków oraz 5 miejsc wielbienia. W ramach międzynarodowej akcji niesienia pomocy poszkodowanym w rejony dotknięte katastrofą dostarczono żywność, wodę, leki i inne środki, których zakup sfinansowano z funduszy ofiarowanych na ogólnoświatową działalność wyznania. Zorganizowano też międzynarodowe brygady wykwalifikowanych ochotników, by nieść pomoc ofiarom tych klęsk żywiołowych. W ciągu niecałego roku od przejścia tajfunu odbudowano lub naprawiono 750 domów należących do Świadków Jehowy. W pracach tych uczestniczyło 522 filipińskich ochotników oraz 90 osób z innych krajów.
W październiku 2016 roku zorganizowano pomoc humanitarną dla poszkodowanych przez tajfuny Sarika i Haima. Od grudnia 2016 roku do kwietnia 2017 roku Świadkowie Jehowy na Filipinach przeprowadzili akcję odbudowy i naprawy ponad 300 domów oraz 24 Sale Królestwa, które zostały uszkodzone lub zniszczone w wyniku przejścia supertajfunu Nock-Ten (Nina). W październiku 2018 roku zorganizowano pomoc humanitarną dla poszkodowanych przez tajfun Yutu. W grudniu 2019 roku zorganizowano pomoc humanitarną dla poszkodowanych przez tajfun Kammuri oraz tajfun Phanfone, w styczniu 2020 roku dla ewakuowanych przed erupcją wulkanu Taal, w maju 2020 roku dla poszkodowanych przez tajfun Vongfong, w październiku i listopadzie 2020 roku przez tajfuny Molave, Goni oraz Vamco, w grudniu 2021 roku przez tajfun Rai, w lipcu 2022 roku przez trzęsienie ziemi w północnej części kraju Filipinach, we wrześniu 2022 roku przez supertajfun Noru (w kolejnych miesiącach przeprowadzono program odbudowy zniszczonych obiektów), w lipcu 2023 roku przez supertajfun Doksuri, w listopadzie 2023 roku przez trzęsienie ziemi, a w październiku 2024 roku przez burzę tropikalną Trami.

#### Kongresy
W dniach od 31 marca do 2 kwietnia 1947 roku zorganizowano kongres, który na Filipinach odbył się pod hasłem „Narody wysławiające Boga”. W dniu otwarcia kongres zorganizowano w Rizal Memorial Coliseum przy ulicy Vito Cruz w Manili. Ponieważ słaba akustyka sprawiła, że programy w różnych językach były prawie niezrozumiałe, kongres został przeniesiony do Philippine Racing Club w pobliskiej Santa Ana. Na historycznym kongresie przemawiał Nathan Knorr i Milton Henschel. 151 osób zostało ochrzczonych w Zatoce Manilskiej.
W roku 1956 w ogólnokrajowym kongresie uczestniczył Nathan Homer Knorr, a w roku 1957 pod hasłem „Życiodajna mądrość” – Frederick William Franz. W 1958 roku delegaci z Filipin uczestniczyli w zagranicznych kongresach pod hasłem „Wola Boża”. W roku 1963 na Filipinach odbył się kongres międzynarodowy pod hasłem „Wiecznotrwała dobra nowina”, z programu przedstawionego w trzech językach skorzystało 37 806 osób. W dniach od 22 do 26 października 1964 roku w Manili odbył się kongres międzynarodowy pod hasłem „Pokój na ziemi”. Uczestniczyło w nim 64 715 osób, a 1835 zostało ochrzczonych.
W 1977 roku przeszło 100 tysięcy osób spotkało się na serii 20 kongresów pod hasłem „Rozradowani pracownicy” w różnych częściach Filipin. W dniach od 22 do 26 sierpnia 1978 roku na Rizal Memorial Stadium w Manili odbył się kongres pod hasłem „Zwycięska wiara”. W całym kraju uczestniczyło w tej serii kongresów ogółem 107 449 osób.
W styczniu 1991 roku w Manili odbył się kongres międzynarodowy pod hasłem „Czysta mowa”. W 1993 roku na pięciu stołecznych stadionach odbył się kongres międzynarodowy pod hasłem „Pouczani przez Boga”. W 1997 roku na zgromadzeniach okręgowych pod hasłem „Wiara w Słowo Boże” zebrało się ponad 300 tysięcy osób. Rok później 107 delegatów pojechało na zgromadzenie międzynarodowe pod hasłem „Boża droga życia” na zachodnie wybrzeże Stanów Zjednoczonych. We wrześniu 1998 roku 35 delegatów uczestniczyło w kongresie międzynarodowym pod hasłem „Boża droga życia” w Korei Południowej. W 2009 roku delegacja filipińskich Świadków Jehowy uczestniczyła latem w kongresie międzynarodowym pod hasłem „Czuwajcie!” w Rzymie. W 2013 roku w Manili odbył się kongres specjalny pod hasłem „Słowo Boże jest prawdą!”. W listopadzie 2015 roku delegacja Świadków Jehowy z Filipin brała udział w kongresie specjalnym pod hasłem „Naśladujmy Jezusa!” w tajlandzkim Chiang Mai.
W dniach od 17 do 19 listopada 2017 roku w indonezyjskiej Dżakarcie odbył się kongres specjalny pod hasłem „Nie poddawaj się!” z udziałem delegacji z Filipin. Od 1 do 3 listopada 2019 roku w Manili odbył się kongres międzynarodowy pod hasłem „Miłość nigdy nie zawodzi!”. Uczestniczyło w nim 26 265 osób, w tym 5397 zagranicznych delegatów z 67 krajów, ochrzczono 145 osób. Ciało Kierownicze Świadków Jehowy reprezentował Mark Sanderson. Program został przedstawiony w języku angielskim i tagalskim. W 2024 roku delegacja z Filipin brała udział w kongresie specjalnym pod hasłem „Głośmy dobrą nowinę!” na Fidżi.
Kongresy odbywają się w językach: tagalskim, filipińskim migowym, angielskim, bikol, cebuańskim, hiligaynon, ibanag, ilokańskim, japońskim, koreańskim, pangasinan i waray-waray.

#### Wydawanie publikacji w miejscowych językach
W 1983 roku do drukarni Towarzystwa Strażnica wysłano pierwszy MEPS, rozpoczynając druk publikacji w kilkunastu językach używanych na Filipinach.
W 1993 roku na kongresie międzynarodowym pod hasłem „Pouczani przez Boga” ogłoszono wydanie Chrześcijańskich Pism Greckich w Przekładzie Nowego Świata w języku cebuańskim, ilokańskim i tagalskim.
W roku 2000 na kongresie pod hasłem „Wykonawcy słowa Bożego” ogłoszono wydanie Pisma Świętego w Przekładzie Nowego Świata w języku tagalskim.
W 2013 roku wydano Chrześcijańskie Pisma Greckie w Przekładzie Nowego Świata (Nowy Testament) w języku warajskim.
Na kongresie regionalnym pod hasłem „Szukajmy najpierw Królestwa Bożego!”, który odbył się w dniach od 13 do 15 listopada 2014 roku ogłoszono wydanie Pisma Świętego w Przekładzie Nowego Świata w języku hiligaynon. Chrześcijańskie Pisma Greckie w Przekładzie Nowego Świata w tym języku wydano w grudniu 2007 roku na kongresach pod hasłem „Naśladuj Chrystusa!”.
11 listopada 2016 roku wydano Chrześcijańskie Pisma Greckie w Przekładzie Nowego Świata w języku bikolskim.
Natomiast 12 stycznia 2019 roku na wyspie Leyte ogłoszono wydanie Przekładu Nowego Świata w języku waray-waray.
Wersje zrewidowane oparte na edycji angielskiej z 2013 roku wydano w językach: ilokańskim – 16 września 2018 roku na kongresie pod hasłem „Bądź odważny!” w Manili, cebuańskim – 12 stycznia 2019 roku w mieście Lapu-Lapu na wyspie Cebu oraz tagalskim – 20 stycznia 2019 roku w Quezon City. W latach 2000–2019 wydrukowano około 600 000 egzemplarzy Pisma Świętego w Przekładzie Nowego Świata w języku cebuańskim oraz 1 600 000 w języku tagalskim. Językiem cebuańskim posługuje się około 70 000 głosicieli na świecie, a językiem tagalskim ponad 100 000 głosicieli. W latach 2000–2018 wydrukowano 311 112 egzemplarzy Pisma Świętego w Przekładzie Nowego Świata w języku ilokańskim, którym posługuje się przeszło 39 500 głosicieli.
11 grudnia 2015 roku na kongresie pod hasłem „Naśladujmy Jezusa!” wydano Pismo Święte w Przekładzie Nowego Świata w języku pangasinan.
22 stycznia 2016 roku w Tacloban otwarto Biuro Tłumaczeń publikacji biblijnych na język warajski.
W lutym 2017 roku uroczyście oddano do użytku rozbudowane i zmodernizowane obiekty Biura Oddziału w Quezon City. Druk literatury biblijnej dla Filipin przeniesiono do Biura Oddziału w Japonii.
16 września 2018 roku na kongresie regionalnym pod hasłem „Bądź odważny!” w Manili ogłoszono wydanie zrewidowanej edycji Pisma Świętego w Przekładzie Nowego Świata w języku ilokańskim.
21 lutego–20 marca 2021 roku przedstawiciele Biura Oddziału brali udział w zorganizowanej w trybie online konferencji naukowej z okazji obchodów Międzynarodowego Dnia Języka Ojczystego. Wygłosili prelekcje („Dokładna albo zrozumiała. A może jedno i drugie? Wyzwania związane z tłumaczeniem Biblii na rdzenne języki”, „Zbieranie ludzi ze wszystkich narodów i języków: prace tłumaczeniowe Świadków Jehowy na całym świecie”) na temat prac translatorskich prowadzonych przez Świadków Jehowy.
20 czerwca 2021 roku Denton Hopkinson, członek miejscowego Biura Oddziału, ogłosił w transmitowanym przemówieniu wydanie Pisma Świętego w Przekładzie Nowego Świata w języku bikolskim. W związku z pandemią COVID-19 zorganizowano specjalne zebrania w trybie wideokonferencji. Skorzystało z niego przeszło 5800 głosicieli z 97 zborów posługującymi się tym językiem. Na Filipinach zrewidowana wersja całego Pisma Świętego w Przekładzie Nowego Świata jest dostępna w sześciu innych rodzimych językach: cebuańskim, hiligaynon, ilokańskim, pangasinan, tagalskim i warajskim.
21 kwietnia 2024 roku Dean Jacek członek miejscowego Komitetu Oddziału ogłosił wydanie Ewangelii według Mateusza w filipińskim języku migowym. Językiem tym posługuje się ponad 3000 głosicieli w 72 zborach i grupach.
„Strażnica” jest tłumaczona na 10 głównych języków używanych na Filipinach, a broszury i traktaty na 24 dalszych. W miejscowym Biurze Oddziału w dziesięciu językach nagrywa się publikacje audio i wideo. „Strażnicę” w języku tagalskim drukuje się w ponad 1,2 miliona egzemplarzy.
Językiem cebuańskim posługuje się przeszło 76 000 głosicieli w 1150 zborach, językiem pangasinan około 6000 głosicieli w 68 zborach.

#### Kwestie prawne
W 1993 roku Sąd Najwyższy orzekł, że decyzja o wydaleniu ze szkoły uczniów – Świadków Jehowy za odmowę salutowania fladze stanowiła naruszenie prawa do wolności religijnej, które jest zagwarantowane przez konstytucję Filipin. Sąd zauważył, że takie działania nie zakłócają spokoju ich sąsiadów i że Świadkowie Jehowy są uznaną religią na Filipinach.